# Georg Kieselbach
Georg Kieselbach (* um 1800 in Minden; † nach 1853) war ein deutscher Rechtsanwalt und Parlamentarier.

## Leben
Kieselbach studierte ab 1819 Rechtswissenschaften an der Ruprecht-Karls-Universität Heidelberg. Zu Beginn des Studiums wurde er 1819 Mitglied des Corps Guestphalia Heidelberg. Nach Abschluss des Studiums ließ er sich als Rechtsanwalt nieder. Zuletzt war er Rechtsanwalt am Appellationsgericht in Halberstadt.
Von 1852 bis zu seiner Mandatsniederlegung im Oktober 1853 saß Kieselbach als Abgeordneter des Wahlkreises Magdeburg 7 im Preußischen Abgeordnetenhaus. Seine Fraktionszugehörigkeit ist nicht überliefert.

## Ehrungen
- Charakter als Justizrat